# Комбінована рана

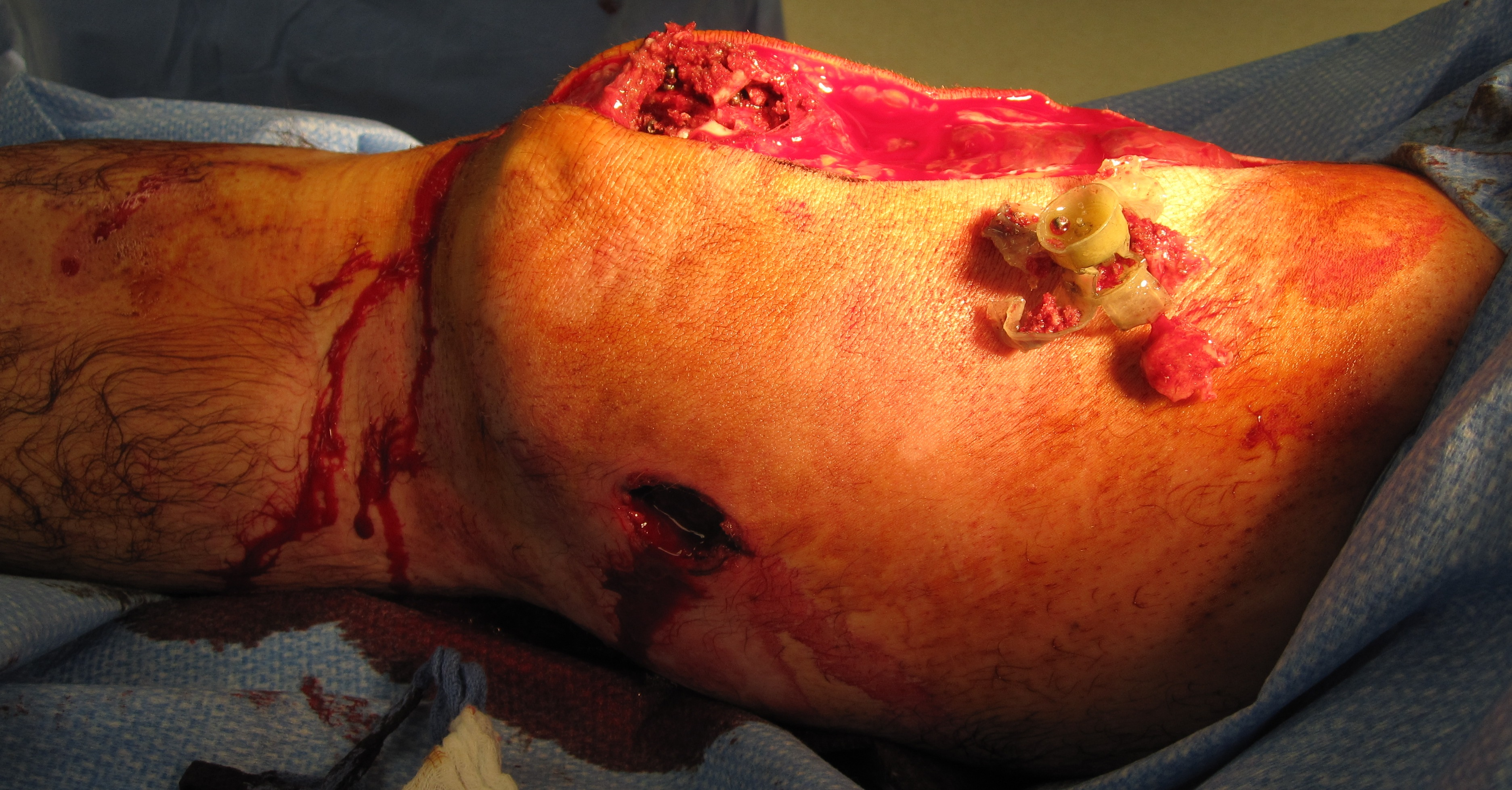
Рана від пострілу з дробовика, дробовий(кульовий) та рваний ефекти

Комбінована рана (змішана, лат. vulnus mixtum, поєднана рана) — одна рана, що виникає внаслідок дії одночасно кількох раноутворючих факторів.
Інколи, помилково такі рани ще називають політравмою, проте для останньої характерний більш складний і множинний процес травмування, та більш тяжкі ушкодження, де рана є не найважчим клінічним проявом усієї сукупності травм.

## Характеристики
Комбіновані рани мають характерні ознаки, що вказують на два і більше види ран в поєднані в одній.
Наприклад, рвано-кусана: надірваний клапоть шкіри має характерний зубний малюнок (найчастіше собаки).
При кусано-отруєній рані, місцево, наявний зубний малюнок того хто кусав (наприклад змія), а отруєння проявляється: місцево, запальними ознаками (спочатку набряк, почервоніння, місцеве підвищення температури, біль; пізніше — специфічне змертвіння тканин); загально, клінічними симптомами інтоксикації чи отруєння. Оскільки отруєні рани є небезпечними для життя постраждалого, та потребують особливої лікувальної тактики в кожному конкретному випадку, отруєні рани виділено в окрему групу.